# جاسوس پاره وقت
جاسوس پاره وقت (انگلیسی: Part-Time Spy; کره‌ای: 비정규직 특수요원) یک فیلم کمدی اکشن سال ۲۰۱۷ کره جنوبی با بازی کانگ یه وون و هان چه آه است. این فیلم در ۱۶ مارس ۲۰۱۷ منتشر شد.

## بازیگران
- کانگ یه وون در نقش جانگ یونگ شیل
- هان چه آه در نقش نا جونگ آن
- نام گونگ مین در نقش مین سوک
- جو جه یون در نقش پارک، معاون رئیس اداره